# Aeroportul Internațional Limón
Aeroportul Internațional Limón (IATA: LIO, ICAO: MRLM) este un aeroport din Limón Province⁠(d), Costa Rica ce deservește zona Limón. A fost numit după zona deservită.
Situat la o altitudine de 2 m, aeroportul dispune de o singură pistă.